# Kira Muratova
Kira Muratova, född Korotkova den 5 november 1934 i Soroca i Rumänien (nu Moldavien), död 6 juni 2018 i Odessa i Ukraina, var en ukrainsk (tidigare sovjetisk) filmregissör och manusförfattare. Hon räknas till en av de främsta bland ryskspråkiga regissörer och var under senare delen av sitt liv ukrainsk medborgare.

## Liv och verk
Muratova föddes i norra delen av Rumänien i vad som då kallades Bessarabien och som efter 1941 blev Moldaviska SSR, en rådsrepublik i Sovjetunionen. Hennes rumänska mor och ryska far var båda hängivna kommunister. Fadern arkebuserades av nazisterna under andra världskriget och modern, som var gynekolog, blev efter 1945 hög partifunktionär i Rumänien. Muratova växte upp i Bukarest och Moskva och levde större delen av sitt vuxna liv i Odessa och var från självständigheten 1991 ukrainsk medborgare.
Muratova började sina studier vid filmhögskolan i Moskva, VGIK, 1952. Efter examen blev hon och hennes make Aleksandr Muratov, även han filmare, inbjudna att arbeta vid Odessa filmstudio som genomgick en förnyelse tack vare ”tövädret” efter Chrusjtjovs avslöjanden efter Stalins död.
Hennes två första långfilmer Korta möten (1967) och Ett långt avsked (1971) påminner om den franska nya vågen - känslostarka berättelser ur vardagen inspelade i befintliga miljöer genomförda med improviserat kameraarbete och experimentell klippning. Filmerna ansågs av myndigheterna alltför "personliga" i stilen och "elitistiska". De lades på hyllan och plockades fram först under perestrojkan vid 1980-talets mitt. Filmerna fick då ett mycket positivt mottagande, även utomlands.
Muratova fick dock göra fler filmer och hon utvecklade sin personliga stil i mer grotesk riktning och med ett mer fragmentariskt berättande. 
Asteniskt Syndrom (1990) är en brutal och tvingande film om sovjetmänniskan vid 1980-talets slut. ”I cannot think of another film that so rigorously and truthfully reflected Soviet life during perestroika” skrev den rysk-amerikanska filmkritikern Ruslan Janumyan 2010. Filmen fick Silverbjörnen i Berlin 1990 och det ryska Nikapriset för bästa film 1991.
Tre ryska berättelser (1997) är som titeln antyder tre berättelser, alla om mord. Filmen är på en gång cynisk och empatisk och liksom Muratovas tidigare filmer lämnas ingen oberörd. Den vann priset som årets bästa film i Ukraina.
Tjechovski motyvy (ukrainska: Чеховські мотиви: fritt översatt Tjechovs motiv) 2002 baseras på Tjechovs pjäs Tatiana Repina och novellen Besvärliga människor. Muratova fick det Ryska regissörförbundets utmärkelse för filmen.
Muratovas sista film Vitjne povernennja (ukrainska: Вічне повернення: fritt översatt Evig hemkomst) 2012 premiärvisades vid Roms filmfestival 2012 och deltog i Göteborg Film Festival 2013.

## Filmografi (urval)
- 1967 – Korta möten (Короткие встречи) – även huvudroll
- 1971 – Ett långt avsked (Долгие проводы)
- 1989 – Asteniskt Syndrom (Астенический синдром)
- 1997 – Tre ryska berättelser (Три истории)